# سونيت 25
السونيت 25 هي واحدة من 154 سونيت نشرها الكاتب المسرحي والشاعر الإنجليزي وليم شكسبير في نسخة لعام 1609. وتُعد جزءًا من سلسلة الشاب الجميل.
يُعبر شكسبير في هذه السونيت عن رضاه بمقارنة نفسه بالآخرين، رغم امتلاكهم ألقاباً سامية، أو نبلاء، أو مفضلين لدى البلاط الملكي، أو حتى من المحاربين المعروفين. تعرض السونيت أكثر الاختلافات الطبقية الشهيرة، والموجودة فيالسونيت 29. هناك تشابهات ملحوظة بين هذه السونيت وعلاقة روميو وجولييت.[بحاجة لمصدر]

## ملخص
في الربع الأول (Q1)، يعقد المتحدث مقارنة بين نفسه وبين الأشخاص الذين يُعتبرون محظوظين، سواء بسبب تأثير النجوم الحقيقية (في إشارة إلى الحظ أو الأبراج) أو بسبب تأثير «النجوم المجازية»، أي الأشخاص أصحاب السلطة أو المكانة الاجتماعية. هؤلاء المحظوظون ينالون اعترافاً عاماً وتقديراً واسعاً، بينما المتحدث لا يتمتع بهذا الاعتراف، ومع ذلك فهو يجد سعادته ورضاه في شيء يخصّه وحده، وهو أمر عزيز عليه جداً ويجلب له فرحاً خالصاً، حيث استخدم الفعل "joy" للتعبير عن سعادته.
في الربع الثاني (Q2)، يقول الشاعر أنه يُظهر الذين يُعتبرون محظوظين بما يملكونه من كبرياء أو زينة، تماماً كما تتفتح زهرة القطيفة (الماريغولد) في ضوء الشمس، لكنها تعتمد كلياً على استمرار وجود «شمسهم» (كان الإليزابيثيون يعرفون الماريغولد كزهرة تتفتح بوجود الشمس وتنغلق بغيابها.)، التي تمثل الحاكم أو الشخص الذي يمنحهم التقدير، وبالمثل، فإن المحارب في الربع الثالث (Q3) مهما كانت إنجازاته العظيمة في تحقيق الانتصارات، يمكن أن يُنسى كل ما حققه بسبب هزيمة واحدة «حتى المحارب المشهور بـ"ألف انتصار" قد يُجرد من شرفه ويُنسى بعد هزيمة واحدة.»
أما المتحدث، فهو يجد سعادته في حب متبادل لا يمكن لأحد أن يسلبه إياه؛ لا الظروف ولا الأشخاص الآخرون.

## البنية
السونيت 25 هي سونيتة إنجليزية شكسپيرية، تتكون من ثلاثة رباعيات وثنائي ختامي مكتوب بالخماسي الإيامبي، وهو نوع من بحور الشعر قائم على خمس مجموعات من المواقع الضعيفة/القوية وزنيًا في كل بيت شعري. السطر الثاني عشر هو مثال على خماسي إيامبي منتظم:
```
 ×   /     ×  /    ×  /   ×    /    ×  /

And all the rest forgot for which he toil'd: (25.12) 
```

/ = ictus، موقع صوتي قوي وزنيًا. × = nonictus.
السطر العاشر يبدأ بنمط وزني شائع يُعرف بالانعكاس الأولي:
```
 /  ×  ×   /  ×    /  × /   ×     / 

After a thousand victories once foil'd, (25.10) 
```

السطر السادس يحتوي أيضًا على انعكاس أولي محتمل، إلى جانب حركة لليمين في الـictus الرابع (ما يؤدي إلى تشكيل رباعي المواقف، × × / /، يُطلق عليه أحيانًا «أيوني صغير»):
```
 /  ×    ×  / × /   ×    ×  /    / 

But as the marigold at the sun's eye, (25.6) 
```

تحدث الانعكاسات الأولية أيضًا في الأسطر 1 و11، مع احتمال ظهور انعكاس أولي ووسطي في السطر 8. تظهر الأيونيات الصغيرة في الأسطر 2 و3.
يتطلب الوزن بعض النطق المتنوع: كلمة "favourites" في السطر 3 تُعتبر من 3 مقاطع صوتية، و"warrior" في السطر 9 تُعتبر من مقطعين صوتيين. بينما يُنطق "ed-" النهائي كمقطع صوتي في السطر 7 بكلمة "burièd" ذات الثلاثة مقاطع صوتية، وفي السطر 9 بكلمة "famousèd" ذات الثلاثة مقاطع صوتية، وفي السطر 11 بكلمة "razèd" ذات المقطعين. يشير ستيفن بوث إلى أن الطباعة الأصلية تشير إلى أن القوافي النهائية قد تكون مقصودة لتكون ثلاثية المقاطع: "belovèd" و"removèd"، على الرغم من أن محررين آخرين (مثل جون كيريجان) يفضلون النطق القياسي بمقطعين.

## تعديلات
هناك خللًا واضحًا في القافية، حيث سوناتات شكسبير التي كانت تتبع عادةً نمط القافية الإنجليزي التقليدي (ABAB CDCD EFEF GG). في النسخة الأصلية المطبوعة عام 1609، يحتوي السطر التاسع على كلمة "worth" (ذو قيمة)، بينما السطر الحادي عشر يحتوي على كلمة "quite" (تمامًا أو بشكل كامل). هاتان الكلمتان لا تتناغمان معًا، مما يجعل السونيت تخرج عن القاعدة التي التزم بها شكسبير في جميع أعماله الأخرى، حيث من المفترض أن يتطابقا في القافية.
The painefull warrier famoſed for worth,

...

Is from the booke of honour raſed quite,
هذه المشكلة أثارت اهتمام المحررين والباحثين الذين سعوا إلى تقديم تعديلات لتصحيح القافية وجعل النص يتماشى مع البناء الشعري للسونيت. من بين الاقتراحات التي قُدمت كانت جعل الكلمات كالتالي: "fight" و"quite"، وهو تعديل اقترحه لويس ثيوبالد ‏ وكان الأكثر قبولًا بين التعديلات. تعديل آخر اقترح "might" و"quite"، الذي جاء به إدوارد كابيل وكان أيضًا شائعًا لكنه أقل تفضيلًا. وأخيرًا، كان هناك اقتراح باستخدام "worth" و"forth"، وهو تعديل آخر قدمه ثيوبالد لكنه وجد دعمًا أقل نسبيًا.
رغم هذه المحاولات، فضّل بعض المحررين، مثل دونكان-جونز، الاحتفاظ بالكلمات الأصلية "worth" و"quite" كما وردت في النسخة الأولى، مع الإقرار بأن هذه الكلمات لا تتناغم. آخرون مثل جورج ستيفنز انتقدوا الجهود المبذولة لتعديل النص، مشيرين إلى أن هذه الأبيات لا تستحق كل هذا الجهد.

## تحليل

### الإشارات الفلكية
يركز النص على تحليل استعارات وشعارات رمزية استخدمها شكسبير في قصيدته، بدءًا من الإشارات الفلكية ووصولًا إلى استعارته لزهرة القطيفة (الماريغولد). في الجزء الأول، يناقش التأثيرات الفلكية والقدرية، حيث يشير شكسبير إلى «النجوم» باعتبارها رمزًا للحظ السعيد. هذه النجوم تُمنح البعض مكانة في البلاط الملكي، لكنها لا تعتمد على الجدارة بل على الصدفة. هذا ما جعل جون كيريجان يصف هذه الاستعارة الفلكية في المقطع الأول بأنها «تنتقد بسخرية فصل التقدم الاجتماعي عن الاستحقاق، وتنسب النجاح إلى الحظ فقط». النجوم هنا، بالإضافة إلى معناها الفلكي، تُعتبر أيضًا استعارة للأفراد في البلاط الذين يعتمدون على رضا الملك للحفاظ على مكانتهم.

### استعارة القطيفة
أما استعارة زهرة القطيفة (الماريغولد)، فهي تمثل الاعتماد الكامل على «الشمس»، إذ أن هذه الزهرة تُعرف بتفتحها في وجود أشعة الشمس وانغلاقها في غيابها. في أدب عصر النهضة، كانت الماريغولد غالبًا ما تُستخدم كرمز للطاعة والامتنان، كما يظهر في شعر جورج وذر ‏، حيث يُمثل «الشمس» رمزًا لله، ويُعتبر اعتماد الزهرة عليه فضيلة. لكن في سياق شكسبير، «الشمس» ليست إلهية بل بشرية وزائلة؛ مما يجعل الاعتماد عليها مخاطرة. يشير إدموند مالون إلى تشابه هذه الاستعارة مع مقطع من وداع وولسي في مسرحية هنري الثامن، حيث يصف حالة الإنسان بأنها مؤقتة وزائلة، مثل أوراق الأمل التي تنبت ثم تذبل بفعل صقيع قاتل.
المفارقة المثيرة للسخرية تكمن في أن هذا المقطع من هنري الثامن يُعتقد الآن أنه قد كُتب بواسطة جون فليتشر، وليس شكسبير.

## تأثير
استخدم الشاعر والمسرحي الإنجليزي بن جونسون السطر الثاني من السونيت في مسرحيته مسرحية كل رجل له طبيعته (1614). في الفصل الأول، المشهد الأول، يصف شخصية فاستيدي زميلها في البلاط لينتون بأنه "one that wears a glove on his head, and cares not for his lady's favour," مشيرًا إلى عدم اكتراث لينتون بالحظوة الاجتماعية.
أشار كاتب المقال البريطاني أندرو ماكدونالد إلى السونيت 25 في مقالته «كيف تكون سعيدًا: تأملات حول السعادة والشقاء»، حيث يكتب، «يلاحظ شكسبير أن الأشخاص المحظوظين يجدون في أوقات مختلفة أنهم قد أصبحوا عاجزين، مستدلاً على ذلك باستخدام شخصيات المحاربين المشهورين ولكن المهزومين، مما يبرز زوال الكرامة العامة».

## تسجيلات صوتية
- قرأ ديفيد وارنر هذه السونيت في تسجيل صوتي أُصدِرَ على ألبوم عام 2002 بعنوان عندما يتحدث الحب  [لغات أخرى]‏، الذي أُنتِجَ بواسطة إيمي للكلاسيكيات  [لغات أخرى]‏. يعتبر هذا التسجيل الصوتي جزءًا من مشروع فني يضم مجموعة من السوناتات والقصائد، حيث يقدمه وارنر بأداء تمثيلي مميز.

## قراءات إضافية
- Baldwin، T.W. (1950). On the Literary Genetics of Shakespeare's Sonnets. Urbana: University of Illinois Press. hdl:2027/mdp.39015005120350. OCLC:2557085. OL:6072810M.
- Hubler، Edwin (1952). The Sense of Shakespeare's Sonnets. Princeton: دار نشر جامعة برنستون. OCLC:747305284. OL:6109905M.
- Macht، David I. (نوفمبر–ديسمبر 1955). "Calendula or Marigold in Medical History and in Shakespeare". Bulletin of the History of Medicine. ج. 29 ع. 6: 491–502. JSTOR:44446726. PMID:13276712.
- Schoenfeldt، Michael (2007). "The Sonnets". في Cheney، Patrick (المحرر). The Cambridge Companion to Shakespeare's Poetry. Cambridge: مطبعة جامعة كامبريدج. ص. 125–143. DOI:10.1017/CCOL0521846277.008. ISBN:978-1139001274 – عبر Cambridge Core.
- Sondheim، Moriz (يناير 1939). "Shakespeare and the Astrology of His Time". Journal of the Warburg Institute. ج. 2 ع. 3: 243–259. DOI:10.2307/750101. JSTOR:750101. S2CID:159009220.

الطبعة الأولى؛
- شكسبير, وليم (1609). Shake-speares Sonnets: Never Before Imprinted [سونيتات شيكسبير: لم تُطبع من قبل] (بالإنجليزية). لندن: Thomas Thorpe. Retrieved 2020-04-15.
- شكسبير, وليم (1905). Lee, Sidney (ed.). Shakespeares Sonnets: Being a reproduction in facsimile of the first edition [سونيتات شيكسبير: نسخة طبق الأصل من الطبعة الأولى] (بالإنجليزية). أكسفورد: دار نشر جامعة أكسفورد. OCLC:458829162. Retrieved 2020-04-15.

طبعات مختلفة؛
- شكسبير, وليم (1916). Alden, Raymond Macdonald (ed.). The Sonnets of Shakespeare [سونيتات شيكسبير] (بالإنجليزية). بوسطن: Houghton Mifflin Company. OCLC:234756. Retrieved 2020-04-15.
- شكسبير، وليم (1944). Rollins، Hyder Edward (المحرر). A New Variorum Edition of Shakespeare: The Sonnets [2 Volumes] [طبعة فاريورم الجديدة من سونيتات شيكسبير [مجلدان]]. فيلادلفيا: ليبينكوت  [لغات أخرى]‏. OCLC:6028485.{{استشهاد بكتاب}}:  صيانة الاستشهاد: علامات ترقيم زائدة (link)

الطبعات النقدية الحديثة؛
- شكسبير، وليم (2007). Atkins، Carl D. (المحرر). Shakespeare's Sonnets: With Three Hundred Years of Commentary [سونيتات شيكسبير: مع ثلاثة قرون من التعليقات]. ماديسون: Fairleigh Dickinson University Press. ISBN:978-0-8386-4163-7. OCLC:86090499.
- شكسبير، وليم (2000) [الطبعة الأولى 1977]. Booth، Stephen (المحرر). Shakespeare's Sonnets [سونيتات شيكسبير] (ط. منقحة). نيو هافن: Yale Nota Bene. ISBN:0-300-01959-9. OCLC:2968040.
- شكسبير، وليم (2002). Burrow، Colin (المحرر). The Complete Sonnets and Poems [السونيتات والقصائد الكاملة]. The Oxford Shakespeare. أكسفورد: دار نشر جامعة أكسفورد. ISBN:978-0192819338. OCLC:48532938.
- شكسبير، وليم (2010) [الطبعة الأولى 1997]. Duncan-Jones، Katherine (المحرر). Shakespeare's Sonnets [سونيتات شيكسبير]. The Arden Shakespeare, السلسلة الثالثة (ط. منقحة). لندن: دار بلومزبري. ISBN:978-1-4080-1797-5. OCLC:755065951.
- شكسبير، وليم (1996). Evans، G. Blakemore (المحرر). The Sonnets [سونيتات شيكسبير]. The New Cambridge Shakespeare. كامبريدج: مطبعة جامعة كامبريدج. ISBN:978-0521294034. OCLC:32272082.
- شكسبير، وليم (1995) [الطبعة الأولى 1986]. Kerrigan، John (المحرر). The Sonnets ; and, A Lover's Complaint [سونيتات شيكسبير؛ و، شكوى عاشق]. New Penguin Shakespeare (ط. منقحة). دار بنجوين للنشر. ISBN:0-14-070732-8. OCLC:15018446.
- شكسبير، وليم (2006). Mowat، Barbara A.؛ Werstine، Paul (المحررون). Shakespeare's Sonnets & Poems [سونيتات وقصائد شيكسبير]. مكتبة فولجر الشكسبيرية. نيويورك: Washington Square Press. ISBN:978-0743273282. OCLC:64594469.
- شكسبير، وليم (2001). Orgel، Stephen (المحرر). The Sonnets [سونيتات شيكسبير]. The Pelican Shakespeare (ط. منقحة). نيويورك: دار بنجوين للنشر. ISBN:978-0140714531. OCLC:46683809.
- شكسبير، وليم (1997). Vendler، Helen (المحرر). The Art of Shakespeare's Sonnets [فن سونيتات شيكسبير]. كامبريدج، ماساتشوستس: دار نشر جامعة هارفارد. ISBN:0-674-63712-7. OCLC:36806589.

## وصلات خارجية
- النص والملاحظات (شكسبير-اون لاين)
- التحليل

1. ↑  Pooler 1918، صفحة 29.
2. 1 2 3 4 5  Booth 2000، صفحة 175.
3. 1 2  Duncan-Jones 2010، صفحة 160.
4. ↑  Booth 2000، صفحة 24.
5. ↑  Kerrigan 1995، صفحة 89.
6. ↑  Booth 2000، صفحة 25.
7. 1 2 3 4  Alden 1916، صفحة 73.
8. ↑  Duncan-Jones 2010، صفحات 160–161.
9. ↑  Booth 2000، صفحة 174.
10. ↑  Duncan-Jones 2010، صفحة 161.
11. ↑  Kerrigan 1995، صفحة 206.
12. ↑  Evans & Tobin 1997، صفحة 1063.